# Championnat de Curaçao de football 2012
Navigation
Saison précédente Saison suivante
La saison 2012 du Championnat de Curaçao de football est la deuxième édition de la Sekshon Pagá, le championnat de première division à Curaçao. Les neuf meilleures équipes de l'île sont regroupées au sein d’une poule unique où elles s’affrontent au cours de plusieurs phases, avec des qualifications successives, jusqu'à la finale nationale. En fin de saison, il n'y a pas de relégation et le champion de D2 est promu.
C'est le RKSV Centro Dominguito qui est sacré cette saison après avoir battu l'UD Banda Abou en finale. Il s’agit du second titre de champion de Curaçao de l'histoire du club après celui remporté en 1987.

## Les clubs participants
- SV Hubentut Fortuna
- UD Banda Abou
- CSD Barber
- RKSV Centro Dominguito
- CRKSV Jong Holland
- VESTA Willemstad
- RKVFC Sithoc
- SV Victory Boys
- Sport Unie Brion-Trappers

## Compétition
Le barème utilisé pour établir le classement est le suivant :
- Victoire : 3 points
- Match nul : 1 point
- Défaite : 0 point

### Saison régulière
| Rang | Équipe                    | Pts | J  | G  | N  | P  | Bp | Bc | Diff |
| ---- | ------------------------- | --- | -- | -- | -- | -- | -- | -- | ---- |
| 1    | RKSV Centro Dominguito    | 62  | 24 | 19 | 5  | 0  | 65 | 17 | +48  |
| 2    | UD Banda Abou             | 36  | 23 | 10 | 6  | 7  | 38 | 32 | +6   |
| 3    | CRKSV Jong Holland        | 32  | 23 | 7  | 11 | 5  | 29 | 25 | +4   |
| 4    | RKVFC Sithoc -3           | 31  | 23 | 10 | 4  | 9  | 44 | 41 | +3   |
| 5    | CSD Barber                | 26  | 24 | 6  | 8  | 10 | 34 | 36 | -2   |
| 6    | SV Victory Boys           | 25  | 23 | 6  | 7  | 10 | 34 | 44 | -10  |
| 7    | SV Hubentut FortunaT -9   | 24  | 20 | 9  | 6  | 5  | 38 | 23 | +15  |
| 8    | VESTA Willemstad          | 21  | 24 | 5  | 6  | 13 | 17 | 39 | -22  |
| 9    | Sport Unie Brion-Trappers | 14  | 24 | 3  | 5  | 16 | 25 | 64 | -39  |

|  | Qualification pour le Kaya 4 |
|  | T : Tenant du titre          |

- Les clubs de SV Hubentut Fortuna et RKVFC Sithoc reçoivent des pénalités respectives de 9 et 3 points pour avoir aligné des joueurs non qualifiés. Trois des rencontres du SV Hubentut Fortuna sont déclarées nulles, la dernière de la saison face au CRKSV Jong Holland n'est même pas disputée.

### Kaya 4
| Rang | Équipe                 | Pts | J | G | N | P | Bp | Bc | Diff |  | Résultats (▼ dom., ► ext.) | Dom | Und | Sit | Hol |
| ---- | ---------------------- | --- | - | - | - | - | -- | -- | ---- |  | -------------------------- | --- | --- | --- | --- |
| 1    | RKSV Centro Dominguito | 7   | 3 | 2 | 1 | 0 | 9  | 3  | +6   |  | RKSV Centro Dominguito     |     | 3-3 | 3-0 | 3-0 |
| 2    | UD Banda Abou          | 4   | 3 | 1 | 1 | 1 | 8  | 8  | 0    |  | UD Banda Abou              |     |     | 1-4 | 4-1 |
| 3    | RKVFC Sithoc           | 4   | 3 | 1 | 1 | 1 | 4  | 4  | 0    |  | RKVFC Sithoc               |     |     |     | 0-0 |
| 4    | CRKSV Jong Holland     | 1   | 3 | 0 | 1 | 2 | 1  | 7  | -6   |  | CRKSV Jong Holland         |     |     |     |     |

|  | Qualification pour la finale nationale |
|  | T : Tenant du titre                    |

### Finale nationale
| 30 septembre 2012 | RKSV Centro Dominguito | 1 - 0 | UD Banda Abou |  |
|                   | Kenneth Kunst 27e      |       |               |  |

## Bilan de la saison
| Championnat de Curaçao de football 2012 |                                   |
| Champion                                | RKSV Centro Dominguito (2e titre) |
| Qualifications continentales            |                                   |
| CFU Club Championship 2013              | Aucun                             |
| Promotions et relégations               |                                   |
| Promus en Sekshon Pagá                  | CRKSV Jong Colombia               |
| Relégués en Sekshon Amatùr              | Aucun                             |